# Van Halen 2007–2008 North American Tour
Van Halen 2007–2008 North American Tour – szesnasta trasa koncertowa grupy muzycznej Van Halen, obejmująca wyłącznie Amerykę Północną; w jej trakcie odbyło się siedemdziesiąt sześć koncertów.
1. 27 września 2007 – Charlotte, Karolina Północna, USA – Charlotte Bobcats Arena
2. 29 września 2007 – Greensboro, Karolina Północna, USA – Greensboro Coliseum
3. 1 października 2007 – Filadelfia, Pensylwania, USA – Wachovia Center
4. 3 października 2007 – Filadelfia, Pensylwania, USA – Wachovia Center
5. 5 października 2007 – Uncasville, Connecticut, USA – Mohegan Sun Arena
6. 7 października 2007 – Toronto, Kanada – Air Canada Centre
7. 10 października 2007 – Cleveland, Ohio, USA – Quicken Loans Arena
8. 12 października 2007 – Toronto, Kanada – Air Canada Centre
9. 14 października 2007 – Indianapolis, Indiana, USA – Consesco Fieldhouse
10. 16 października 2007 – Rosemont, Illinois, USA – Allstate Arena
11. 18 października 2007 – Chicago, Illinois, USA – United Center
12. 20 października 2007 – Detroit, Michigan, USA – Joe Louis Arena
13. 22 października 2007 – Auburn Hills, Michigan, USA – The Palace of Auburn Hills
14. 24 października 2007 – Minneapolis, Minnesota, USA – Target Center
15. 26 października 2007 – Kansas City, Missouri, USA – Sprint Center
16. 30 października 2007 – Boston, Massachusetts, USA – TD Banknorth Garden
17. 1 listopada 2007 – Waszyngton, Verizon Center
18. 3 listopada 2007 – East Rutherford, New Jersey, USA – Izod Center
19. 6 listopada 2007 – Worcester, Massachusetts, USA – DCU Center
20. 8 listopada 2007 – Uniondale, Nowy Jork – Nassau Veterans Memorial Coliseum
21. 10 listopada 2007 – Montreal, Kanada – Bell Centre
22. 13 listopada 2007 – Nowy Jork, Nowy Jork, USA – Madison Square Garden
23. 20 listopada 2007 – Los Angeles – Staples Center
24. 23 listopada 2007 – Glendale, Arizona, USA – Jobing.com Arena
25. 25 listopada 2007 – San Diego, Kalifornia, USA – Cox Arena
26. 27 listopada 2007 – Sacramento, Kalifornia, USA – Arco Arena
27. 29 listopada 2007 – Fresno, Kalifornia, USA – Save Mart Center
28. 1 grudnia 2007 – Portland, Oregon, USA – Rose Garden Arena
29. 3 grudnia 2007 – Seattle, Waszyngton, USA – KeyArena
30. 5 grudnia 2007 – Vancouver, Kanada – General Motors Place
31. 7 grudnia 2007 – Calgary, Kanada – Pengrowth Saddledome
32. 9 grudnia 2007 – Edmonton, Kanada – Rexall Place
33. 14 grudnia 2007 – Los Angeles, Kalifornia, USA – Staples Center
34. 16 grudnia 2007 – San Jose, Kalifornia, USA – HP Pavilion at San Jose
35. 18 grudnia 2007 – Anaheim, Kalifornia, USA – Honda Center
36. 20 grudnia 2007 – Anaheim, Kalifornia, USA – Honda Center
37. 22 grudnia 2007 – Oakland, Kalifornia, USA – Oracle Arena
38. 28 grudnia 2007 – Paradise, Nevada, USA – MGM Grand Garden Arena
39. 30 grudnia 2007 – Paradise, Nevada, USA – MGM Grand Garden Arena
40. 22 stycznia 2008 – Oklahoma City, Oklahoma, USA – Ford Center
41. 24 stycznia 2008 – San Antonio, Teksas, USA – AT&T Center
42. 26 stycznia 2008 – Dallas, Teksas, USA – American Airlines Center
43. 28 stycznia 2008 – Houston, Teksas, USA – Toyota Center
44. 30 stycznia 2008 – North Little Rock, Arizona, USA – Alltel Arena
45. 1 lutego 2008 – Denver, Kolorado, USA – Pepsi Center
46. 4 lutego 2008 – Omaha, Nebraska, USA – Qwest Events Center
47. 6 lutego 2008 – Des Moines, Iowa, USA – Wells Fargo Arena
48. 8 lutego 2008 – Nowy Orlean, Luizjana, USA – New Orleans Arena
49. 10 lutego 2008 – Atlanta, Georgia, USA – Phillips Arena
50. 12 lutego 2008 – Sunrise, Floryda, USA – BankAtlantic Center
51. 14 lutego 2008 – Orlando, Floryda, USA – Amway Arena
52. 16 lutego 2008 – Jacksonville, Floryda, USA – Veterans Memorial Arena
53. 18 lutego 2008 – Tampa, Floryda, USA – St. Pete Times Forum
54. 20 lutego 2008 – Sunrise, Floryda, USA – BankAtlantic Center
55. 17 kwietnia 2008 – Reno, Nevada, USA – Reno Events Center
56. 19 kwietnia 2008 – Paradise, Nevada, USA – Mandalay Bay Events Center
57. 22 kwietnia 2008 – Cincinnati, Ohio, USA – U.S. Bank Arena
58. 24 kwietnia 2008 – Dallas, Teksas, USA – American Airlines Center
59. 26 kwietnia 2008 – St. Louis, Missouri, USA – Scottrade Center
60. 28 kwietnia 2008 – Milwaukee, Wisconsin, USA – Bradley Center
61. 30 kwietnia 2008 – Pittsburgh, Pensylwania, USA – Mellon Arena
62. 2 maja 2008 – Charlottesville, Wirginia, USA – John Paul Jones Arena
63. 5 maja 2008 – Raleigh, Karolina Północna, USA – RBC Center
64. 7 maja 2008 – Columbus, Ohio, USA – Value City Arena
65. 9 maja 2008 – Atlantic City, New Jersey, USA – Boardwalk Hall
66. 11 maja 2008 – Duluth, Georgia, USA – Gwinnet Arena
67. 13 maja 2008 – East Rutherford, New Jersey, USA – Izod Center
68. 15 maja 2008 – Baltimore, Maryland, USA – 1st Mariner Arena
69. 18 maja 2008 – Hershey, Pensylwania, USA – Giant Center
70. 20 maja 2008 – Uncasville, Connecticut, USA – Mohegan Sun Arena
71. 23 maja 2008 – New York City, Nowy Jork, USA – Madison Square Garden
72. 25 maja 2008 – Providence, Rhode Island, USA – Dunkin’ Donuts Center
73. 28 maja 2008 – Manchester, New Hampshire, USA – Verizon Wireless Arena
74. 30 maja 2008 – Rosemont, Illinois, USA – Allstate Arena
75. 2 czerwca 2008 – Grand Rapids, Michigan, USA – Van Andel Arena
76. 3 lipca 2008 – Quebec, Quebec, Kanada – Plains of Abraham